# Agnesi (cráter)
Agnesi es un cráter de impacto en el planeta Venus de 42,4 km de diámetro. Lleva el nombre de Maria Gaetana Agnesi (1718-1799), matemática italiana, y su nombre fue aprobado por la Unión Astronómica Internacional en 1991.